# Sob a Areia
Sous le sable (bra/prt: Sob a Areia) é um filme de drama francês dirigido por François Ozon lançado em 11 de setembro de 2000 no 25º Festival Internacional de Cinema de Toronto (TIFF), no Canadá. O longa foi bem recebido pela crítica especializada e indicado em três categorias ao prêmio César de 2001, incluindo melhor filme.

## Enredo
Marie (Charlotte Rampling) é professora de inglês em uma universidade parisiense. Ela está casada e feliz com Jean (Bruno Cremer) há 25 anos. Eles passam férias em Landes, onde sua família tem uma casa. Na praia, ele vai nadar enquanto ela lê e nunca mais volta. Não há testemunhas de nenhum acidente, e seu corpo não pode ser encontrado; ele pode ter cometido suicídio ou ele pode ter se afogado em um acidente. Marie não aceita sua morte e ele continua aparecendo para ela depois que ela retorna a Paris.

## Elenco
| Ator               | Personagem    |
| ------------------ | ------------- |
| Charlotte Rampling | Marie Drillon |
| Bruno Cremer       | Jean Drillon  |
| Jacques Nolot      | Vicent        |
| Alexandra Stewart  | Amanda        |
| Pierre Vernier     | Gérard        |
| Andrée Tainsy      | Suzanne       |

## Produção
O filme foi rodado em Paris e no departamento de Landes, incluindo Lit-et-Mixe, praia de Mimizan e em Saint-Julien-en-Born.

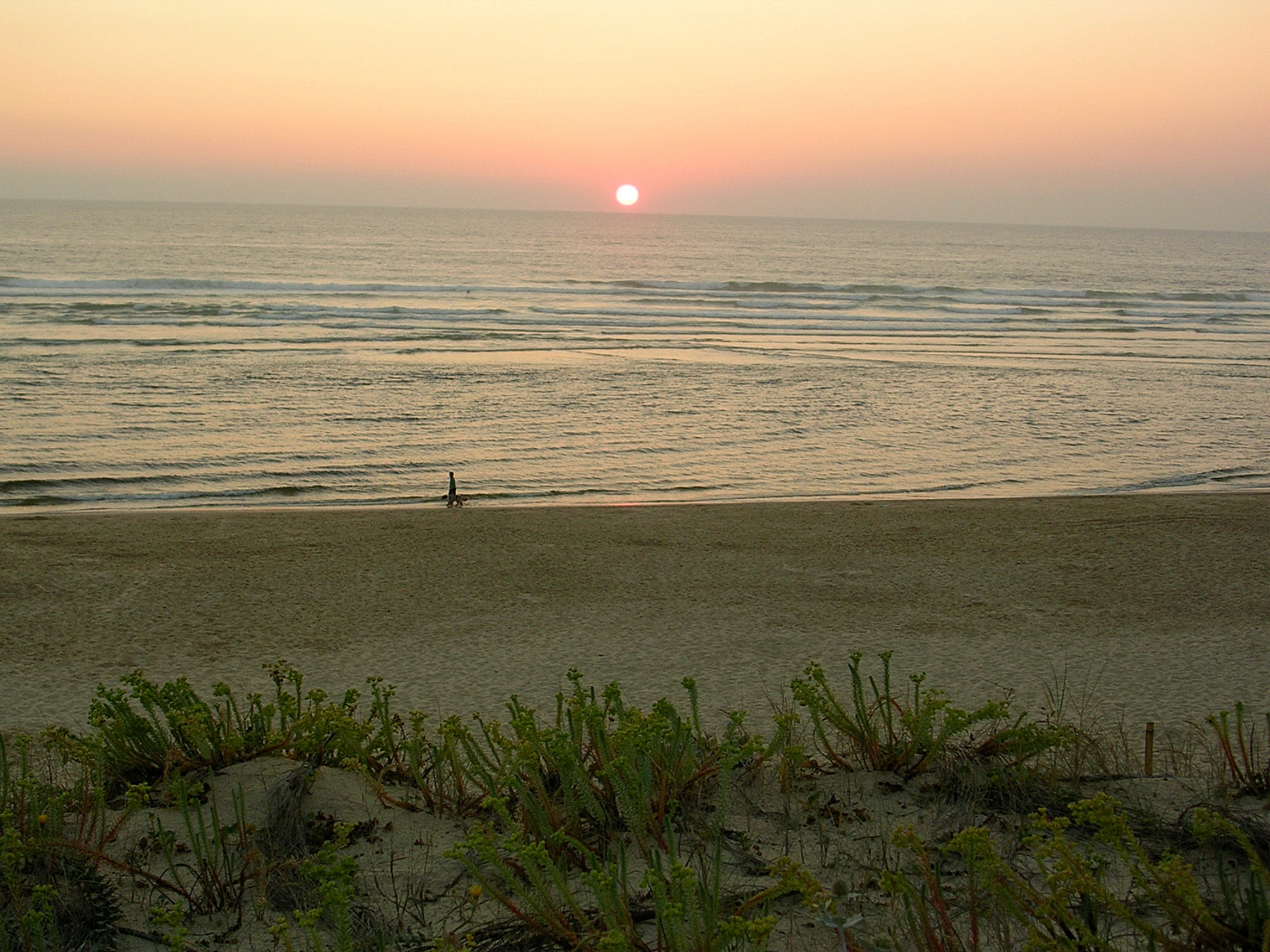
Praia de Mimizan, principal cenário do filme.

## Recepção

### Crítica especializada
No agregador de críticas, Rotten Tomatoes, o filme possui aceitação de 90% de aprovação da crítica baseada em mais de setenta textos e uma aprovação de 83% na categoria destinada aos seus usuários.
O crítico estadunidense A. O. Scott, publicou sua análise no The New York Times, e destacou a atuação da protagonista, vivida por Charlotte Rampling, "Ozon dá o filme à Sra. Rampling, cuja atuação é como um estudo de piano perfeitamente executado". Outro crítico a elogiar o longa e o trabalho de Rampling, foi Derek Elley que escreveu para Variety que a atuação de Rampling foi "a melhor de sua carreira" e o filme tem uma "visão requintada sobre o luto".
Marjorie Baumgarten do The Austin Chronicle chamou o diretor do filme de "um talento raro", enquanto Lisa Schwarzbaum da Entertainment Weekly deu para o filme uma pontuação "B +" e chamou Rampling uma "magnífica e sedutora sereia dos cinquenta e poucos anos". Para Ed Gonzalez da Slant Magazine, o longa "está repleto de todos os tipos de deslocamentos eróticos e rituais de negação".
Para além dos críticos, o filme recebeu um elogio do importante cineasta sueco Ingmar Bergman que elogiou o filme e admitiu que o assistiu diversas vezes.
No Brasil, o jornalista Inácio Araújo, escreveu uma crítica para o jornal Folha de S.Paulo em que elogia o filme e a capacidade do diretor François Ozon de conduzir o público para a surpresa e a incerteza ao acompanhar o desenrolar da história.

### Bilheteria
Segundo dados coletados pelo Box Office Mojo, o filme arrecadou pouco mais de um milhão e quatrocentos mil dólares na França - o que corresponde a 22% da receita do filme. Ao redor do mundo o filme arrecadou mais de cinco milhões de dólares, representando 77% da arrecadação do filme. Ao todo, o filme arrecadou mais de seis milhões e quinhentos mil dólares.

## Prêmios e indicações
| Ano  | Premiação                                         | Categoria                 | Recipiente(s)      | Resultado | Ref.                |
| ---- | ------------------------------------------------- | ------------------------- | ------------------ | --------- | ------------------- |
| 2000 | Festival Internacional de Cinema de San Sebastián | Golden Seashell           | François Ozon      | Indicado  | [ 17 ]              |
| 2001 | Village Voice Film Poll                           | Melhor performance        | Charlotte Rampling | Indicado  | [ 18 ]              |
| 2001 | Prémios do Cinema Europeu                         | Melhor atriz              | Charlotte Rampling | Indicado  | [ 19 ]              |
| 2001 | Prémios do Cinema Europeu                         | Melhor realizador/diretor | François Ozon      | Indicado  | [ 19 ]              |
| 2002 | Sociedade Nacional de Críticos de Cinema          | Melhor atriz              | Charlotte Rampling | Indicado  | [carece de fontes?] |
| 2002 | César                                             | Melhor filme              | Seus le sable      | Indicado  | [ 20 ]              |
| 2002 | César                                             | Melhor realizador         | François Ozon      | Indicado  | [ 20 ]              |
| 2002 | César                                             | Melhor atriz              | Charlotte Rampling | Indicado  | [ 20 ]              |
| 2002 | Chlotrudis Awards                                 | Melhor atriz              | Charlotte Rampling | Indicado  | [ 21 ]              |
| 2002 | AARP Movies for Grownups Awards                   | Melhor atriz              | Charlotte Rampling | Vencedor  | [ 22 ]              |